# Грег Манкју
Николас Грегори Манкју (енгл. Nicholas Gregory Mankiw), познатији као Грег Манкју (енгл. Greg Mankiw), (рођен 3. фебруара 1958) је амерички макроекономиста. Широј јавности познатији је као бивши председник Савета економских саветника за време администрације председника Џорџа Буша. Стални је професор Универзитета у Харварду и аутор је неколико књига. Његове публикације рангиране су међу најутицајнијим од око 18.000 регистрованих економиста Истраживачких радова из економије.

## Образовање
Манкју је рођен у Трентону, главном граду америчке савезне државе Њу Џерзи. Похађао је Колеџ Пингри а потом и дипломирао економију 1980. године на Принстонском универзитету. Своје школовање наставио је на Масачусетском институту за технологију где је годину дана радио на свом докторату а потом наставио Харвардову школу права. Током 1982. и 1983. године радио је у саставу Савета економских саветника. Напуштајући Савет, следеће године докторирао је економију на МИТ-у, а потом наставио правне студије. Међутим право му није ишло толико добро као економија, те одлучује да напусти студије 1985. Исте године добија место професора на Харварду где је за сталног предавача примљен две године касније.
Значајнију улогу у политици Сједињених Америчких Држава Грегори добија након што је изабран за председника Савета економских саветника маја 2003. године.
Студенти Харварда имали су прилике да код професора Грегорија слушају курс економије Социјалне анализе 10, који је годинама предавао нобеловац Милтон Фридман.

## Значајнији радови
- Н. Грегори Манкју (1985). „”. Quarterly Journal of Economics. 100: 529—537. doi:10.2307/1885395.
- Н. Грегори Манкју, David Romer, and David Weil (1992). „”. Quarterly Journal of Economics. 107: 407—437. doi:10.2307/2118477.
- Н. Грегори Манкју (2006-). Принципи економије (четири издања). South-Western College Pub. ISBN 978-0-324-22472-6. Проверите вредност парамет(а)ра за датум: |date= (помоћ)
- Н. Грегори Манкју (2006). Macroeconomics (Шест издања). Worth Publishers. ISBN 978-0-7167-6213-3.